# Jekatyerina Mihajlovna Romanova orosz nagyhercegnő
Jekatyerina Mihajlovna Romanova (oroszul: Екатерина Михайловна Романова; Szentpétervár 1827. augusztus 28. – Szentpétervár, 1894. május 12.), a Holstein–Gottorp–Romanov-házból származó orosz nagyhercegnő, aki György Ágost herceggel kötött házassága révén mecklenburg–strelitzi hercegné Katalin néven (németül: Prinzessin Catherine zu Mecklenburg–Strelitz).

## Élete
Jekatyerina Mihajlovna nagyhercegnő Mihail Pavlovics nagyherceg és Friderika Sarolta württembergi hercegnő harmadik leányaként jött világra 1827 augusztusában az orosz fővárosban. A nagyhercegnő Szentpétervárott töltötte gyermekkorát a Régi Mihajlovszkij-palotában, melyet édesapja építtetett a család számára. Annak ellenére, hogy szülei házassága nem sikerült jól, a nagyhercegnőnek és testvéreinek boldog gyermekkor jutott osztályrészül, elsősorban édesanyjuknak köszönhetően. Jekatyerina Mihajlovnát és nővéreit kiváló oktatásban részesítették, a nagyhercegnők gyermekkoruktól fogva vettek részt jótékonysági rendezvényeken édesanyjuk társaságában.
Jekatyerina Mihajlovna 1851. február 6-án Szentpétervárott feleségül ment György Ágost mecklenburg–strelitzi herceghez (1824–1876), György mecklenburg–strelitzi nagyherceg és Mária hessen–kasseli hercegnő második fiához. A házasságból négy gyermek született:
- Miklós György herceg (1854. július 11.), csecsemőként elhalálozott
- Ilona hercegnő (1857. január 16. – 1936. augusztus 28.), házassága révén szász–altenburgi hercegné
- György Sándor herceg (1859. június 6. – 1909. december 5.), morganatikus házasságot kötött Natalja Fjodorovna Vanljarszkajával; Carlow grófja
- Károly Mihály herceg (1863. június 17. – 1934. december 6.), Mecklenburg-Strelitz névleges nagyhercege

György Ágost herceg, második fiúgyermek lévén, nem töltött be semmilyen fontosabb pozíciót Mecklenburgban. Ily módon vált lehetségessé az, hogy a házaspár Jekatyerina Mihajlovna szülőhazájában maradhatott és nem költöztek Németországba. Kapcsolatukat egészen György Ágost herceg 1876. június 26-án bekövetkezett haláláig harmónia és boldogság jellemezte. Jekatyerina Mihajlovna nagyhercegné özvegyként is a cári udvarban maradt; tizennyolc évvel férje halála után, 1894. május 12-én távozott el az élők sorából hatvanhat évesen. A cári család hagyományos temetkezési helyén, az orosz fővárosban helyezték el maradványait.